# 風景の中のヴィーナスとキューピッド (パルマ・イル・ヴェッキオ、フィッツウィリアム美術館)
『風景の中のヴィーナスとキューピッド』（ふうけいのなかのヴィーナスとキューピッド、伊: Venere e Cupido in un paesaggio, 英: Venus and Cupid in a Landscape）あるいは『ヴィーナスとキューピッド』は、イタリアのルネサンス期のヴェネツィア派の画家パルマ・イル・ヴェッキオが1523年から1524年ごろの間に制作した絵画である。油彩。主題ははっきりしないが、ヴェネツィア派に典型的な風景の中で寝そべる愛と美の女神ヴィーナスおよび悪戯者の息子キューピッドを描いている。スウェーデン女王クリスティーナ、オルレアン公フィリップ2世のコレクションに属していたことが知られており、現在はケンブリッジのケンブリッジ大学付属のフィッツウィリアム美術館に所蔵されている。また未完成のヴァリアントがヴェネツィアのアンティキタ・ピエトロ・スカルパ（Antichità Pietro Scarpa）に所蔵されている。

## 作品

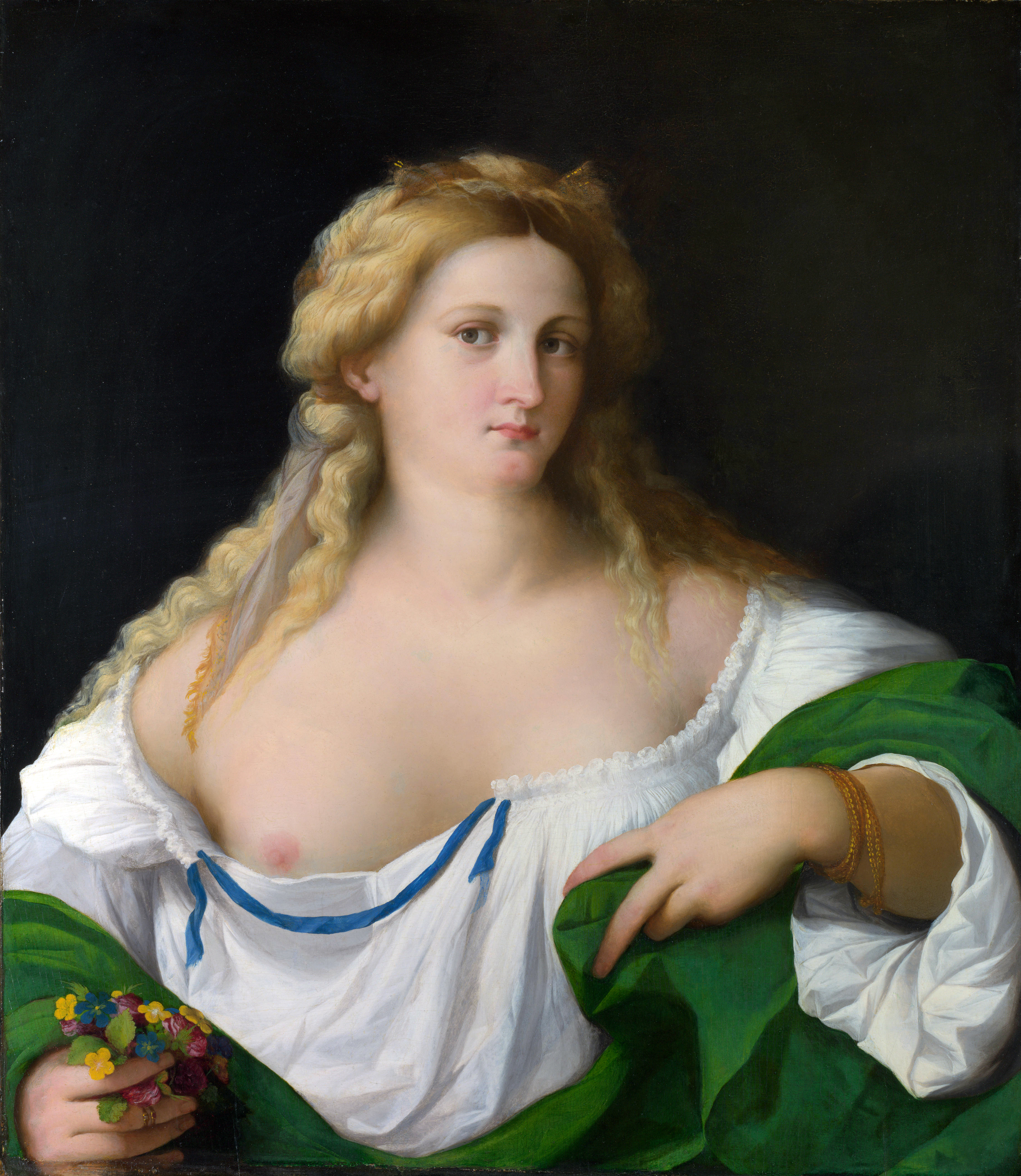
パルマの1520年ごろの絵画『ブロンドの女性』。描かれた女性は本作品のモデルと同一人物と考えられている。ロンドンのナショナル・ギャラリー所蔵。

パルマ・イル・ヴェッキオは岩陰を背にして柔らかな草地の上にゆったりした姿勢で寝そべるヴィーナスを描いている。くつろいだ様子の女神は露になった肌を隠そうとしていない。また右手にはキューピッドの矢を持っている。キューピッドの矢筒は画面右端にあり、彼は女神に向かって手を伸ばしながら、身体を乗り出している。自然の中で横たわる裸婦像と、織物の繊細な深紅色、矢筒の下に敷かれた飾り帯の黄色、風景を彩る植物の緑と空の青といった美しい色彩は、16世紀のヴェネツィア絵画の典型である。
この横たわる裸婦像がヴィーナスであることはキューピッドの存在によって示されているが、具体的に女神とその息子のどのような場面を描いているかは分明ではない。ヴィーナスは右手の矢をキューピッドに与えようとしているように見えるが、逆に取り上げようとしているようにも見える。しかし女神の矢を持つ指の位置はキューピッドに与えようとはしておらず、むしろ弓なりになった手首や肘はわずかに自らの方向への穏やかな動きを示している。おそらくヴィーナスはお仕置きとして、キューピッドが悪戯できないように矢を取り上げているのであり、キューピッドは直前まで遊んでいた玩具を取り戻そうとして身体を前に乗り出している。異なる解釈によると、パルマが描いたのはキューピッドが母親に矢を手渡した直後の場面である。このように解釈する場合、本作品はキューピッドが誤って母親の胸を矢で傷つけてしまい、ヴィーナスが美少年のアドニスに恋をしてしまうという神話を描いたものである可能性が考えられる。もっとも、この出来事はオウィディウスの『変身物語』によると、キューピッドがヴィーナスにキスをしているときに起きたと語られている。
パルマはロンドンのナショナル・ギャラリーに所蔵されている『ブロンドの女性』と同じモデルを使用して描いたと考えられている。どちらの女性像もあごにくぼみがあり、中央で分けたブロンドの髪、広くてふくよかな頬、わずかに尖った鼻、白い肌などの、いわゆる「ヴェッキアン」（Vecchian）と呼ばれるよく似た顔の特徴を備えている。この女性はおそらく高級娼婦であったと考えられている。

## 来歴

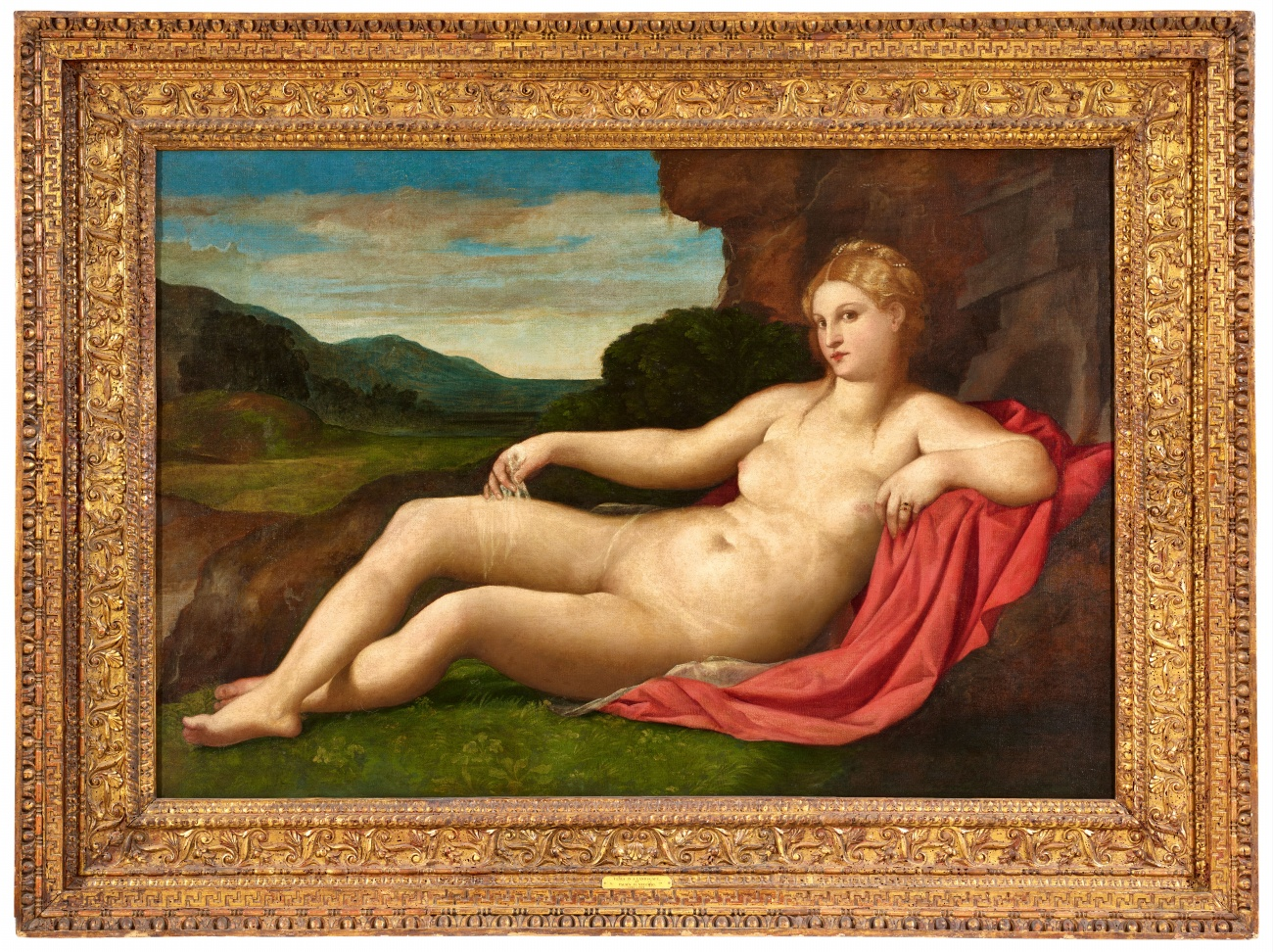
『未完の風景の中のヴィーナス』。アンティキタ・ピエトロ・スカルパ所蔵。

かつて絵画はスウェーデンのクリスティーナ女王、オルレアン公フィリップ2世のオルレアン・コレクションに所属していたことが知られている。その後、オルレアン・コレクションの他の絵画と同様にイギリスに渡り、1800年2月にロンドンで売却された。フィッツウィリアム美術館の創設者である第7代フィッツウィリアム子爵リチャード・フィッツウィリアムのコレクションとなり、所有者が死去した1816年に美術館に遺贈された。

## ヴァリアント
キューピッドと弓矢を欠いた未完成のヴァリアントが、ヴェネツィアのアンティキタ・ピエトロ・スカルパに所蔵されている。制作年はパルマが死去した1528年とされている。このヴァリアントは死の翌年の1529年に作成されたパルマの財産目録に記載されている2枚の『未完の風景と裸婦』のうちの1枚とされている。ヴィーナスは真珠の髪飾りで髪をまとめ、左手の薬指に青と赤の宝石をあしらった金の指輪をはめ、本作品では矢を持っていた右手で身体にまとった薄いヴェールをつかみながら鑑賞者の側を見つめている。なお、カリフォルニア州パサデナのノートン・サイモン美術館に本作品の別バージョンが、さらにロンドン中心部のストランドのコートルード・ギャラリーにノートン・サイモン版からキューピッドを省略したヴァリアントが所蔵されている。

## ギャラリー

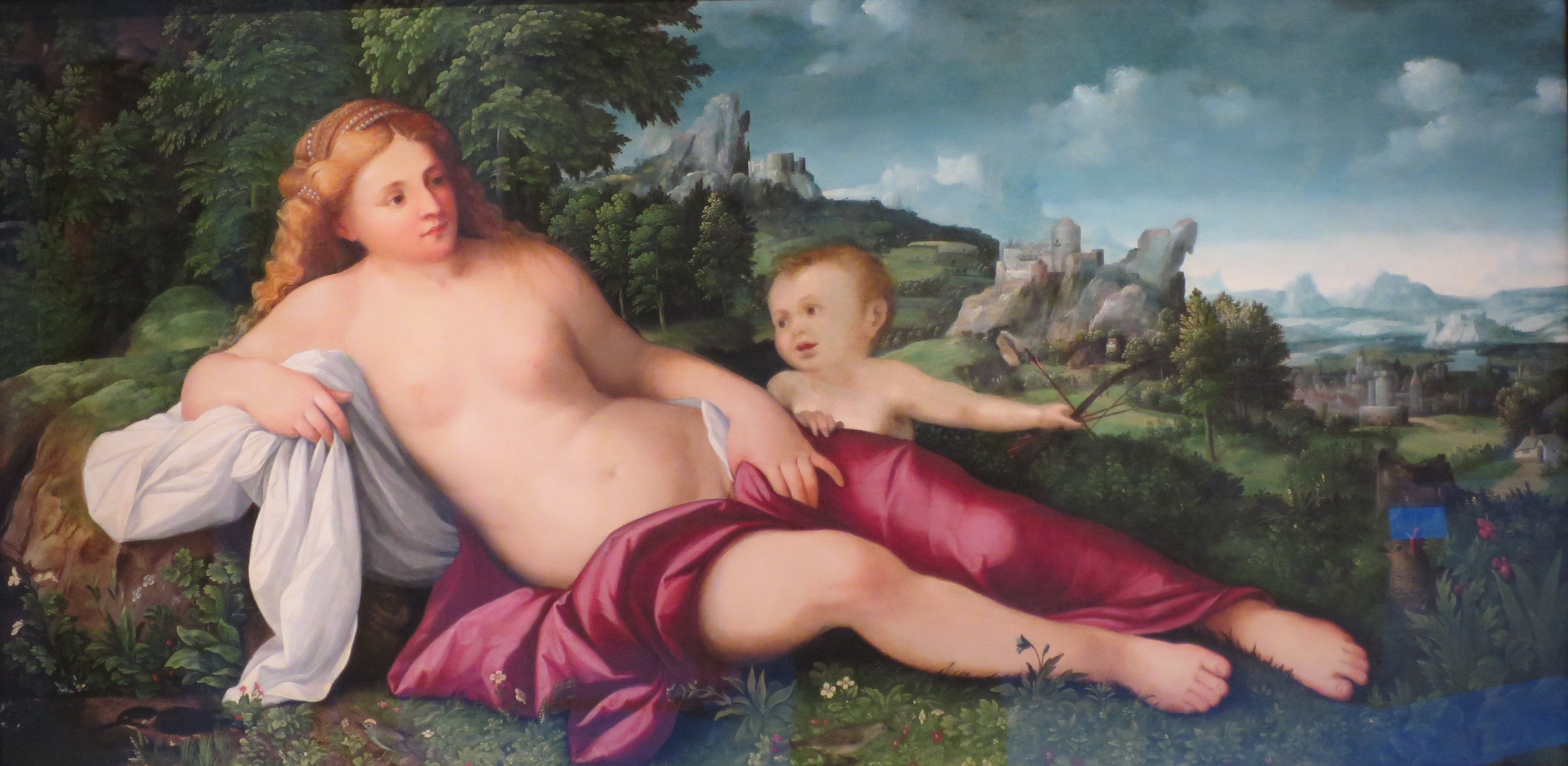
『風景の中のヴィーナス』1515年ごろ ノートン・サイモン美術館所蔵
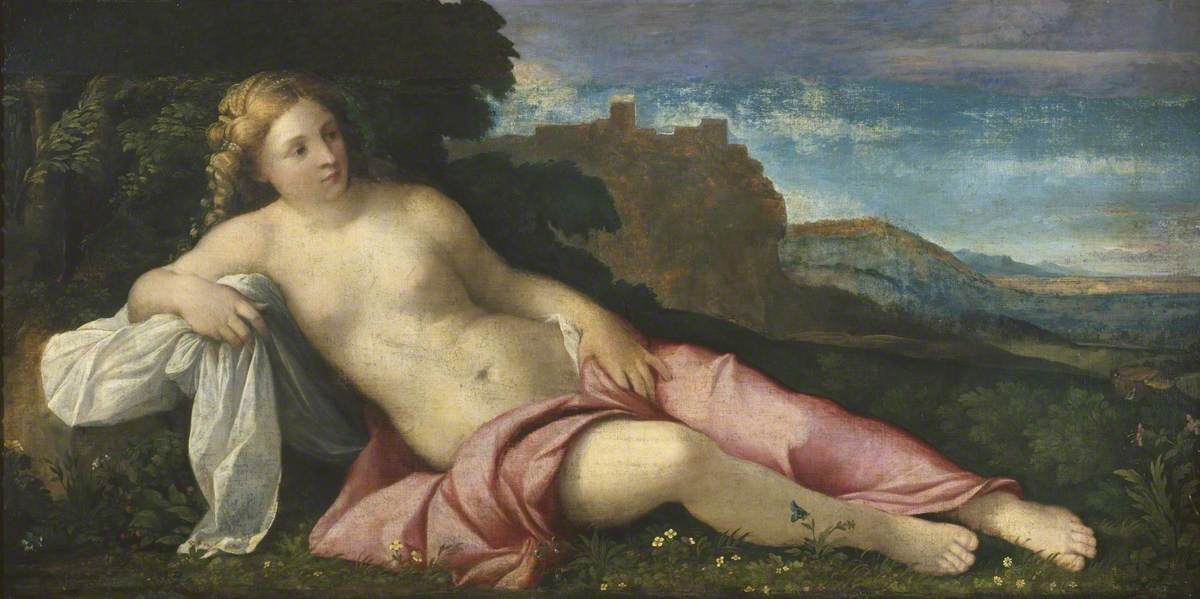
『風景の中のヴィーナス』1520年ごろ コートールド美術研究所所蔵